# Borovnica
Borovnica (in passato in tedesco Franzdorf) è un insediamento del comune di Borovnica  di 3 950 abitanti della Slovenia centrale, circa 20 km a sud-ovest di Lubiana.

## Storia
Il centro agricolo fu famoso per un viadotto di pietra sulla linea ferroviaria Trieste - Lubiana - Vienna, opera dell'ingegneria Austriaca del 1857, fatto esplodere durante la Seconda guerra mondiale dall'esercito jugoslavo.
Dal 1941 al 1943, a seguito dell'invasione della Jugoslavia da parte delle truppe dell'Asse, ha fatto parte della zona di occupazione italiana e venne inquadrato nella Provincia di Lubiana.
Dopo la seconda guerra mondiale il villaggio di Borovnica divenne sede del Campo di concentramento di Borovnica destinato ai prigionieri italiani deportati dai territori occupati dall'esercito jugoslavo. Il campo tristemente famoso per la durezza delle condizioni di prigionia, fu battezzato "l'inferno dei morti viventi" dall'allora vescovo di Trieste, Antonio Santin; migliaia di prigionieri furono trucidati o lasciati morire di fame. Tra i numerosi militari italiani detenuti a Borovnica, anche il bersagliere Lionello Rossi, padre dell'attore Paolo.